# Чарли Адлер
Чарлс Мајкл „Чарли“ Адлер (енгл. Charlie Adler; Бостон, 2. октобар 1956) је амерички гласовни глумац.

## Улоге
- Два глупа пса - Грег
- Трансформерси - Силверболт, Тригерхепи
- Џем - Ерик Рејмонд, Текрат
- Трансформерси (играни филм) - Старскрим
- I Am Weasel - И. Р. Бабун
- СВОТ мачке - Ти Боун
- Бивис и Батхед - господин Адлер

Појавио се и у неколико видео игара, као што су Fallout и MadWorld